# Saccharum barberi
Saccharum barberi é uma espécie de gramínea forte e alta do gênero Saccharum. É originária do norte da Índia e foi exportada para outros países e cultivadas para a produção de açúcar.

## Descrição
A Saccharum barberi é uma planta perene com rizoma curto e robusto. As muitas canas eretas têm um diâmetro máximo de 2,5 cm  e as lâminas foliares uma largura máxima de 5 centímetros. A flor é uma grande panícula com pelos longos e sedosos sobre o talo que logo quebra. As canas-de-açúcar têm um moderado e um elevado teor de fibras.

## Distribuição
A Saccharum barberi tem origem no norte da Índia e foi exportada para outras partes do mundo. Houve um tempo em que era uma das principais espécies cultivadas na América do Norte. Ela necessita de uma temperatura crescente de 20°C a 32°C e 1200 a 1500 mm de chuva.

## Usos
A planta é cortada e processada para extrair o açúcar. As partes restantes tem muitos usos. O resíduo da colheita é conhecido como bagaço e é usado para a alimentação do gado e como combustível. Ela é transformada em painéis de fibras e de papel e usada para fazer o furfural, celulose e plásticos. O melaço é formado durante o processo de refinação e é utilizada no fabrico de produtos de confeitaria, rum, gim e álcool industrial. A cera é extraída a partir da planta e usado para fazer calçado e do mobiliário polonês, papel encerado e de isolamento elétrico. O subproduto sólido do processo de refinação também é misturado com fertilizantes e utilizado para a melhoria de solos.